# Heterophleps stygnazusa
Heterophleps stygnazusa là một loài bướm đêm trong họ Geometridae.